# The Butterfly Returns
The Butterfly Returns è stato il secondo residency show della cantautrice Mariah Carey, svoltosi a Las Vegas, presso il Caesars Palace. 
È iniziato il 5 luglio 2018 ed è terminato il 29 febbraio 2020, per un totale di 25 spettacoli.

## Scaletta
Fly Away (intro)
1. Honey
2. Shake It Off
3. Make It Happen
4. Fantasy (Bad Boy Fantasy Mix)

Medley Interlude (contiene elementi di Sweetheart, Say Somethin', Loverboy e Dreamlover)
1. Always Be My Baby
2. Vision of Love
3. Emotions

Migrate (interlude)
1. Beautiful
2. One Sweet Day
3. Can't Let Go
4. Can't Take That Away (Mariah's Theme)
5. My All

I'll Be Lovin' U Long Time (interlude)
1. It's like That
2. Love Hangover/Heartbreaker (Diva Remix)
3. Touch My Body
4. We Belong Together
5. Hero

### Variazioni
- Il 5 luglio 2018 Mariah Carey eseguì I'll Be There.
- Can't Take That Away (Mariah's Theme) venne sostituita da I Still Believe il 10 luglio 2018, Love Takes Time il 14 luglio 2018, Crybaby il 31 agosto, il 1 settembre e il 5 settembre e Fly like a Bird il 9 settembre e il 10 settembre.

- Il 10 settembre, Mariah Carey eseguì uno snippet di Outside.

## Date
| Date              | Biglietti venduti/Biglietti disponibili | Incasso     |
| Prima Tappa       | Prima Tappa                             | Prima Tappa |
| ----------------- | --------------------------------------- | ----------- |
| 5 luglio 2018     | -                                       | -           |
| 7 luglio 2018     | -                                       | -           |
| 8 luglio 2018     | -                                       | -           |
| 10 luglio 2018    | -                                       | -           |
| 14 luglio 2018    | -                                       | -           |
| 15 luglio 2018    | -                                       | -           |
| Seconda Tappa     |                                         |             |
| 31 agosto 2018    | -                                       | -           |
| 1º settembre 2018 | -                                       | -           |
| 2 settembre 2018  | -                                       | -           |
| 5 settembre 2018  | -                                       | -           |
| 9 settembre 2018  | -                                       | -           |
| 10 settembre 2018 | -                                       | -           |
| Terza Tappa       |                                         |             |
| 13 febbraio 2019  | -                                       | -           |
| 15 febbraio 2019  | -                                       | -           |
| 16 febbraio 2019  | -                                       | -           |
| 19 febbraio 2019  | -                                       | -           |
| 21 febbraio 2019  | -                                       | -           |
| Quarta Tappa      |                                         |             |
| 14 febbraio 2020  | -                                       | -           |
| 15 febbraio 2020  | -                                       | -           |
| 19 febbraio 2020  | -                                       | -           |
| 21 febbraio 2020  | -                                       | -           |
| 22 febbraio 2020  | -                                       | -           |
| 26 febbraio 2020  | -                                       | -           |
| 28 febbraio 2020  | -                                       | -           |
| 29 febbraio 2020  | -                                       | -           |